# Mudubugu
Mudubugu är ett vattendrag i Burundi.   Det ligger i provinsen Mwaro, i den centrala delen av landet, 40 kilometer öster om huvudstaden Bujumbura.
Omgivningarna runt Mudubugu är en mosaik av jordbruksmark och naturlig växtlighet. Runt Mudubugu är det tätbefolkat, med 356 invånare per kvadratkilometer.